# Chiropodomys primitivus
Chiropodomys primitivus is een fossiel knaagdier uit het geslacht Chiropodomys dat gevonden is in Longgupo in Zuid-China. Van deze soort zijn veertien losse kiezen bekend. De kiezen zijn ongeveer even groot als die van de meest algemene soort van het geslacht, de pluimstaartbamboemuis (C. gliroides), maar verschillen daarvan in een aantal kenmerken. Ten eerste zit de knobbel t1 op de eerste bovenkies bij C. primitivus verder van t4. Verder is t7 ovaal, terwijl die bij de pluimstaartbamboemuis lang en smal is. Bovendien is het posterior cingulum minder hoog dan de t3. Ook heeft de eerste bovenkies van C. primitivus twee wortels aan de tongzijde, terwijl die bij de pluimstaartbamboemuis gefuseerd zijn. Op de onderkiezen is het labiale cingulum kleiner of zelfs afwezig en zijn de labiale knobbeltjes kleiner. In een aantal van deze kenmerken verschilt C. primitivus van alle andere soorten van het geslacht. De eerste bovenkies is 1,47 tot 1,66 millimeter lang en 0,85 tot 0,91 millimeter breed, de eerste onderkies 1,40 tot 1,60 millimeter lang en 0,80 tot 0,94 millimeter breed en de tweede 1,09 millimeter lang en 0,87 millimeter breed.
Chiropodomys calamianensis · Pluimstaartbamboemuis (Chiropodomys gliroides) · Chiropodomys karlkoopmani · Chiropodomys major · Chiropodomys maximus† · Chiropodomys muroides · Chiropodomys primitivus† · Chiropodomys pusillus